# (1710) Gothard
(1710) Gothard es un asteroide que forma parte del cinturón de asteroides y fue descubierto por György Kulin el 20 de octubre de 1941 desde el observatorio Konkoly de Budapest, Hungría.

## Designación y nombre
Gothard fue designado al principio como 1941 UF.
Más adelante se nombró en honor del astrónomo húngaro Jeno Gothard (1857-1909).

## Características orbitales
Gothard está situado a una distancia media de 2,321 ua del Sol, pudiendo alejarse hasta 2,945 ua y acercarse hasta 1,696 ua. Su inclinación orbital es 8,474° y la excentricidad 0,269. Emplea 1291 días en completar una órbita alrededor del Sol.